# Sevilla Atlético
A Sevilla Atlético, teljes nevén Sevilla Atlético Club egy spanyol labdarúgócsapat. A klubot 1958-ban alapították, jelenleg a harmadosztályban szerepel.

## Jelenlegi keret
2018. augusztus 20.
| # |     | Poszt | Név                                  |
| - | --- | ----- | ------------------------------------ |
|   | ESP | K     | Javi Díaz                            |
|   | COL | K     | Lucho García                         |
|   | ESP | V     | Felipe Chacartegui                   |
|   | ESP | V     | Francisco Núñez                      |
|   | ESP | V     | José Amo                             |
|   | ESP | V     | Juan Berrocal                        |
|   | ESP | V     | Manu Sánchez (kölcsönben a Cádiztól) |
|   | ARG | V     | Mariano Konyk                        |
|   | FRA | KP    | Bilal Boutobba                       |

| # |     | Poszt | Név             |
| - | --- | ----- | --------------- |
|   | ESP | KP    | Curro           |
|   | URU | KP    | Felipe Carballo |
|   | ESP | KP    | Genaro          |
|   | ESP | KP    | José Lara       |
|   | ESP | KP    | Pejiño          |
|   | ESP | KP    | Pepe Mena       |
|   | MEX | CS    | Joao Maleck     |
|   | ESP | CS    | Miguel Martín   |

## Statisztika
| Szezon  | Osztály    | Poz. | Copa del Rey |
| ------- | ---------- | ---- | ------------ |
| 1960/61 | 3ª         | 1.   |              |
| 1961/62 | 3ª         | 1.   |              |
| 1962/63 | 2ª         | 15.  |              |
| 1963/64 | 3ª         | 7.   |              |
| 1964/65 | 3ª         | 5.   |              |
| 1965/66 | 3ª         | 2.   |              |
| 1966/67 | 3ª         | 3.   |              |
| 1967/68 | 3ª         | 2.   |              |
| 1968/69 | 3ª         | 5.   |              |
| 1969/70 | 3ª         | 5.   |              |
| 1970/71 | 3ª         | 5.   |              |
| 1971/72 | 3ª         | 12.  |              |
| 1972/73 | 3ª         | 20.  |              |
| 1973/74 | Regionális | —    |              |
| 1974/75 | Regionális | —    |              |
| 1975/76 | Regionális | —    |              |
| 1976/77 | 3ª         | 10.  |              |
| 1977/78 | 2ªB        | 13.  |              |
| 1978/79 | 2ªB        | 6.   |              |

| Szezon  | Osztály | Poz. | Copa del Rey |
| ------- | ------- | ---- | ------------ |
| 1979/80 | 2ªB     | 18.  |              |
| 1980/81 | 3ª      | 1.   |              |
| 1981/82 | 3ª      | 3.   |              |
| 1982/83 | 3ª      | 1.   |              |
| 1983/84 | 3ª      | 1.   |              |
| 1984/85 | 3ª      | 3.   |              |
| 1985/86 | 3ª      | 1.   |              |
| 1986/87 | 3ª      | 1.   |              |
| 1987/88 | 2ªB     | 12.  |              |
| 1988/89 | 2ªB     | 2.   |              |
| 1989/90 | 2ªB     | 3.   |              |
| 1990/91 | 2ªB     | 18.  |              |
| 1991/92 | 3ª      | 1.   |              |
| 1992/93 | 2ªB     | 7.   |              |
| 1993/94 | 2ªB     | 14.  |              |
| 1994/95 | 2ªB     | 7.   |              |
| 1995/96 | 2ªB     | 7.   |              |
| 1996/97 | 2ªB     | 9.   |              |
| 1997/98 | 2ªB     | 11.  |              |

| Szezon  | Osztály | Poz. | Copa del Rey |
| ------- | ------- | ---- | ------------ |
| 1998/99 | 2ªB     | 2.   |              |
| 1999/00 | 2ªB     | 19.  |              |
| 2000/01 | 3ª      | 1.   |              |
| 2001/02 | 2ªB     | 11.  |              |
| 2002/03 | 2ªB     | 10.  |              |
| 2003/04 | 2ªB     | 3.   |              |
| 2004/05 | 2ªB     | 1.   |              |
| 2005/06 | 2ªB     | 3.   |              |
| 2006/07 | 2ªB     | 1.   |              |
| 2007/08 | 2ª      | 9.   |              |
| 2008/09 | 2ª      | 22.  |              |
| 2009/10 | 2ªB     | 15.  |              |
| 2010/11 | 2ªB     | 2.   |              |
| 2011/12 | 2ªB     | 10.  |              |
| 2012/13 | 2ªB     | 14.  |              |
| 2013/14 | 2ªB     | 14.  |              |
| 2014/15 | 2ªB     | 14.  |              |
| 2015/16 | 2ªB     | 3.   |              |
| 2016/17 | 2ª      | 13.  |              |
| 2017/18 | 2ª      | 22.  |              |

## Az első csapatba felkerült játékosok
A félkövérrel írt játékosok felnőttválogatottjukban is szerepeltek.
| - Pablo Malinarich - Lauren - Mark van den Boogaart - Hélio Pinto - Winde Samb - Abel - Antoñito - Dani Bautista - Bruno - Diego Capel - Francisco Gallardo - Jesús Galván - Kepa - Jorge Luque | - Alejandro Marañón - Carlos Marchena - Jesús Navas - Marco Navas - Antonio Puerta - Sergio Ramos - José Antonio Reyes - Salva - José Manuel Serrano - Luis Tevenet - Fernando Vega - Juan Velasco - Yordi |